# Torre di Santa Maria (Ustica)
La Torre di Santa Maria  è una torre di difesa costiera che faceva parte del sistema di Torri costiere della Sicilia, e si erge sulla collinetta poco al di sopra del porto di Cala Santa Maria ricadendo nel territorio comunale di Ustica.

## Storia ed Architettura
Fu costruita a partire dal 1759 su ordine del re Carlo III di Borbone su disegno dell'allor venticinquenne ingegnere militare, il siracusano tenente colonnello Andrea Pigonati, che trovò necessario che fosse costruita anche la Torre dello Spalmatore presso l'omonima cala.
L'ingegnere militare brigadiere Giuseppe Valenzuola nel corso della sua ricognizione per predisporre la prima carta topografica dell'isola, e per valutare quale fossero le località soggette al rischio di sbarchi, convenne con tale valutazione raccomandando una corrispondenza con il vecchio Forte della Falconiera.  
Nel 1762 I lavori non erano neppure iniziati, allorquando la popolazione che da poco si era insediata venne rapita dai corsari barbareschi provenienti da Algeri, e colà condotta in cattività.
Nel 1763 ad opera di un certo, non meglio identificato, ingegnere Sgarbi la torre fu edificata con pietre informi, ma con i cantoni in dura pietra lavica, l'impianto era quadrato di circa metri 16 di lato, ed alto quasi metri 15 a forma piramidale tronca. Il Valenzuola ebbe comunque modo di controllarne i lavori visto che nel 1765 progettò urbanisticamente il nuovo centro abitato di Ustica.
Nel 1771 un documento a firma dell'architetto regio del senato di Palermo, Nicolò Palma, attesta che le torri di Ustica erano tutte munite di campane quale mezzo d'avviso, e che una di esse si trovava presso la dimora del governatore dell'isola, una alla marina, ed un'altra ancora al Forte della Falconara, per un totale di cinque. 
La porta di ingresso si trova all'altezza del primo piano ed era raggiungibile con un arco in muratura, oggi non più esistente. Sul lato nord-ovest si aprivano quattro finestre, mentre su quello sud-est solo tre. Gli spazi interne erano, e sono, articolati da un corridoio centrale a piano terra, lungo circa metri 12 da cui si diramano quattro ambienti di varia grandezza con volta a botte.
Il primo piano è raggiungibile mediante una scala interna a doppia rampa, e ripropone la stessa planimetria del piano terra.
Al secondo piano si erge una superfetazione di modesta fattura, forse destinata ad usi carcerari.
Nel 1885 era ancora attiva come carcere, nel 1965 il carcere fu dismesso, e la torre passò di proprietà al Comune di Ustica, e nel 1994 si effettuarono consistenti restauri.

## Torri in collegamento visivo
Faceva parte del sistema difensivo di avvistamento di naviglio saracene ed era in collegamento visivo con la Torre dello Spalmatore e con le 10 garitte costruite tutt'intorno all'isola, mentre una garitta in aggiunta si trovava sulla cima di Monte Guardia dei Turchi, a quota metri 238.
Era in corrispondenza inoltre con la fortificazione borbonica del 1763 e con una garitta di avvistamento, forse il Rivellino di San Giuseppe, costruito come postazione anteposta alla fortezza della Falconiera nel 1804.

## Descrizione ed aspetto attuale
Nel 1972 vi si destinò il locale Museo Archeologico e la Pinacoteca Comunale. 
L'uso attuale non consente che la torre sia visitabile, infatti entrambe le istituzioni si sono trasferite nel centro cittadino. L'arco in pietra che reggeva il ponticello levatoio oggi non è più esistente ed è stato sostituito da due rampe in muratura con ringhiera in ferro. Restano residuali i due piastrini aggettanti che sorreggevano il ponticello levatoio. Il secondo piano è raggiungibile con una scaletta in ferro, ma non è visitabile.